# リバーサイドモール

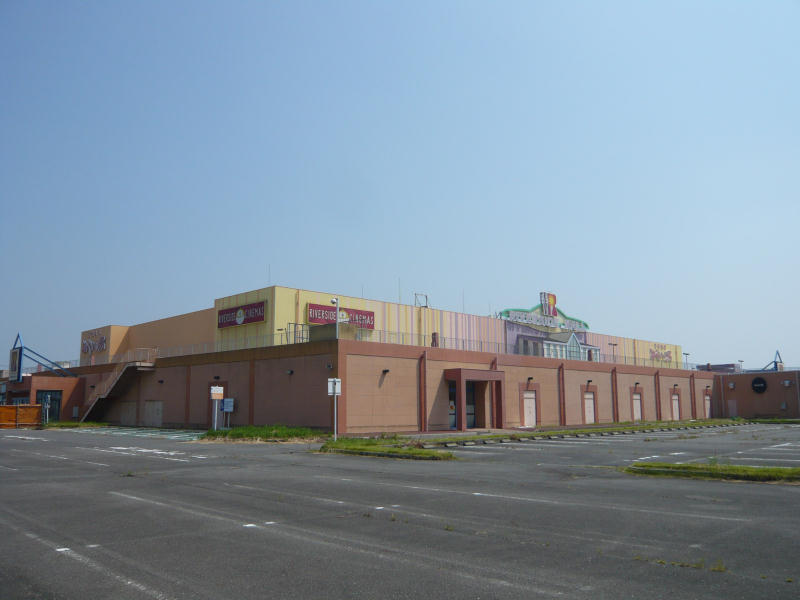
リバーサイドモール

リバーサイドモール (Riverside Mall) は、かつて岐阜県本巣市（旧本巣郡真正町）政田に存在したショッピングモール。商業施設や温浴施設などからなる複合施設であった。略称は「リバモ」。跡地にはイオンタウン本巣が建設されている。

## 概要
アパレル企業のリオ横山（現：リオグループホールディングス）を母体とし、2000年3月24日に開業。名称は「川（根尾川）のそばのショッピングモール」が由来である。同じくリオ横山の運営で近隣に立地していたリオワールド（のちのLCワールド本巣）と合わせ、“中部地区最大級ショッピングゾーン”と称する「リオタウン」として一体開発する構想の一環で開業し、このほかメディカルモール や寺院モール が計画されていた。
なお、近隣のリオワールドにイズミヤが出店したため、リバーサイドモール内には生鮮食品を扱うスーパーは入居していなかった。
本館・モール館（ともに2階建て）・アミューズメント館（3階建て）の3棟からなり、1階・2階部分を連絡通路で繋いだ構造となっている。モール館の2階部分はテナント減少から2009年頃から閉鎖され、2010年9月に1階も全テナントの閉店で閉鎖となったが、本館・アミューズメント館については映画館「真正リバーサイドシネマ」、天然温泉「ぬくいの湯」、フードコート、レストラン、アミューズメント施設（後述）が2011年3月24日に「電気設備の保守のため」として臨時休業するまで営業を行っていた。
2002年に三重県桑名郡長島町（現・桑名市）に三井アウトレットパーク ジャズドリーム長島が開業、2006年には同じ本巣市内（4kmほど離れた本巣市三橋）にモレラ岐阜が相次いで開業。後者についてはリバーサイドモールから移転するテナントも存在した。このほか大垣市や各務原市などの近隣地域で大型商業施設の開店が相次いだ結果、競争の激化（オーバーストア）によりテナント撤退が相次ぎ客足が減少した。
開業当初は国内大手アパレルブランド（サンエー・インターナショナル、JUN、三陽商会、ワールドなど）店舗が入居したアウトレットモールとして運営されていたが、店舗数の減少から空きテナントが多く見られ、ノーブランドのショップが入るようになっていた。アウトレット物販店舗も40 - 50店ほど入っていたが、2010年9月26日にファッション店舗の営業を全て終了。この時点で残っていたアウトレット店舗は、「LAST CALL（サンエー・インターナショナル）」「ハーレーアウトレットストア（ハーレー インターナショナル）」「ABCマートアウトレット」「アウトレットJ」「タウン&カントリーアウトレット」などで、これらを含めたファッション店舗はわずか10店舗ほどであった。
定期的にお笑い芸人、歌手、モデル等、著名な芸能人を招いてイベントを行っており、ファッション店閉店直前まで続けられた。
経営譲渡後の混乱については後節参照。

## シネマコンプレックス

### 2000年3月25日 - 2005年6月30日
日本AMCシアターズの運営で「AMCリバーサイドモール真正16」として開業。16スクリーンで、客席総数は3,108席。同社が運営する映画館としてはAMCホリデイ・スクエア18（現：ユナイテッド・シネマ豊橋18、全16スクリーン・3,220席）に次いで規模の大きい映画館であった。
旧真正町内には当館以前に映画館が一軒もなかったため、町民はリバーサイドモールオープンまで大垣市や岐阜市内まで映画鑑賞に足を運ばなければならない状況であった。一方で当館の開館から半年後の2000年10月には、当時大垣市内に唯一残っていた映画館「大垣東宝会館」が閉館しており、大垣市民は2005年12月に大垣コロナワールド（イオンタウン大垣内）が開館するまで、逆に当館などへ鑑賞しに行かなければならなくなっていた。

### 2005年7月1日 - 2011年2月27日
日本AMCシアターズがユナイテッド・シネマ（現：ローソン・ユナイテッドシネマ）に売却されたこと伴い、名称を「ユナイテッド・シネマ真正16（United Cinema Shinsei）」へ変更。スクリーン数の変更は行われず、ユナイテッド・シネマ内では前述のユナイテッド・シネマ豊橋18（18スクリーン）に次ぐ国内2番目の規模となった。

### 2011年3月10日 - 3月24日
名称を「真正リバーサイドシネマ」に再度改め、スクリーン数を14（2,037席）へ縮小させた。しかし、後節の騒動の影響もあり2週間で休業に追い込まれた。シネマ・アライアンス有限会社が番組編成を受託していた。後述の完全閉館により本巣市内のシネコンは先述のモレラ岐阜内にあるTOHOシネマズ（2006年4月27日開業）のみとなっている。

### ユナイテッド・シネマ時代のスクリーン概要
| No. | 座席数 | 備考 |
| --- | ------ | ---- |
| 1   | 455    |      |
| 2   | 261    |      |
| 3   | 173    |      |
| 4   | 95     |      |
| 5   | 129    |      |
| 6   | 129    |      |
| 7   | 117    |      |
| 8   | 195    |      |
| 9   | 455    |      |
| 10  | 261    |      |
| 11  | 173    |      |
| 12  | 95     |      |
| 13  | 129    |      |
| 14  | 129    |      |
| 15  | 117    |      |
| 16  | 195    |      |

## アミューズメント施設
アミューズメント館（3階建て）と観覧車が存在した。観覧車は、旧羽島郡柳津町梅松にあった柳津パーク（パチンコ店が1996年に隣接して開設した小規模の遊園地、2000年閉鎖）から移設したものである。
アミューズメント館は、当初はセガ エンタテインメントのゲームセンター「セガアリーナ岐阜」と漫画喫茶「オールスターパーク岐阜」であった。ゲーム機での事故があり「セガアリーナ岐阜」は2008年3月16日に撤退。2008年3月に居抜きで「スポーツウエーブ鉃腕24レジャラン」がオープン。
2005年から2009年まで、お盆の時期に花火大会が行われていた。
2010年9月30日、モール本体の経営者が変わることによりいったん閉店。
2010年11月26日再開業。海龍リバーサイドモール（後節）のテナントとして再開店。
2011年3月24日から「電気設備の保守点検」という名目で臨時休業していたが、営業再開の見通しが立たないことから閉店することが2013年3月に発表された。
2012年10月、観覧車解体。

## 営業時間
- 年中無休
- 天然温泉ぬくいの湯：10:00 - 25:00
- 真正リバーサイドシネマ：映画開始時間による
- フードコート：10:00 - 20:00
- レストラン：11:00 - 22:00

## 経営譲渡と混乱
2010年9月にリオ横山HDから占い師の「海龍」へモール運営会社と施設が1万円で売却され「海龍リバーサイドモール」に改称、占いとエンターテイメントを基軸に改装される予定だった。パチンコ店・飲食店の一部は継続営業されるが、一部のファッション店舗はリオワールド真正（のちのLCワールド本巣）に移転した。この他、娯楽施設やカプセルホテルなども新設される予定であった。
しかし2011年3月24日から突如として臨時休業し、社長を務める海龍が地権者に対し「経営断念」を伝えていた事が判明。同年4月6日にはテナント誘致や管理を請け負う不動産管理業者「BIGDADDY」が、施設再開に向けて準備を進めていることが明らかになり、テナント誘致を進めて年内の本格オープンを目指すとしていた。
その後、本巣市が上下水道料金、入湯税や固定資産税の滞納を理由に施設建物を差押えていた事が判明。地権者やテナントに対しても数億円の未払いが存在するが、海龍と連絡がつかない状態となる。地権者は現運営会社と旧運営会社（リオ横山HD関連会社）に対し土地返還や賃料支払いを求める民事訴訟を提起した。
この間にも、2012年5月25日にヤマダ電機が敷地内の一角へ新規出店するなどの動きがあったが、同年9月27日に建物の撤去・土地の明け渡しなどを求めた訴訟の和解が成立する。和解後も館北側に「リバーサイドモール」バス停が設置されているため敷地は閉鎖されていなかったが、2014年12月15日から敷地が立入禁止となるためバス停が敷地外の道路に移転している。「海龍リバーサイドモール」と改称した際はバス停留所の名称も変更になったが、臨時休業後しばらくして戻された。バス停の名称変更にはかなりの費用が掛かるが、岐阜乗合自動車（岐阜バス）は振り回され名称変更せざるを得なかった。

## 解体・跡地再開発
2017年になり、滞納が続いていた固定資産税等を地権者組合が第三者納付制度により納付したため、3月下旬に本巣市が建物の差し押さえを解除、4月から解体作業を開始した。
跡地にはイオンタウンが「イオンタウン本巣」の建設を進め、2017年12月9日に開業した。これに伴い、近隣バス停のうち本巣市市営バスについては2017年9月1日改正より「イオンタウン前」に改名。また、岐阜バスは2017年12月1日のダイヤ改正からバス停名を「イオンタウン本巣」に名称変更した。

## 交通アクセス

### 自動車（自家用車）
- 岐阜県道53号岐阜関ケ原線

### 路線バス
- 岐阜バス「イオンタウン本巣」バス停下車（運賃：480円）[16]。
- コミュニティバス「本巣市市営バス」樽見鉄道樽見線 北方真桑駅またはモレラ岐阜駅（モレラ岐阜）から「イオンタウン本巣」バス停下車。
  - 旧「リバーサイドモール」バス停は本館北側に設置されており、休業後も引き続きここに発着していた。2014年12月15日以降は敷地が立入禁止になるのに伴い、バス停が北側道路上に移設された。